# Lily Zhang
Pour les articles homonymes, voir Zhang.
Lily Zhang, née le 16 juin 1996 à Redwood City, est une pongiste américaine.

## Biographie
Lily Zhang est née de parents chinois qui ont émigré aux États-Unis. Son père est professeur de mathématiques à l'Université de Stanford et sa mère est une ancienne pongiste qui a joué en Chine. Ella a découvert le tennis de table à l'âge de sept en jouant dans une buanderie avec ses parents,.
Elle est diplômée en psychologie à l'Université de Berkeley. Elle souhaite devenir psychologue sportive après sa carrière,.
Elle a eu une dépression pendant la pandémie de Covid-19.

## Carrière
Elle a participé à ses premiers championnats du monde à l'âge de 12 ans, ce qui est actuellement (en 2023) le record de précocité dans cette compétition. Elle a aussi découvert en 2012 les Jeux olympiques à seulement 16 ans.
Elle est médaille de bronze en 2014 aux Jeux Olympiques de la Jeunesse à Nanjing.
Elle a joué pour le club autrichien du SVNÖ Ströck pour la saison 2015-2016. Elle a par la même occasion intégré l'académie de Werner Schlager à Schwechat cette année-là.
En 2019, elle reçoit le prix « Breakthrough Star » à la cérémonie des ITTF Star Awards à Zhengzhou. Il récompense son année exceptionnelle. Elle a en effet gagné les championnats panaméricains en simple, double dames, double mixte et en par équipes. Elle a également remporté une médaille de bronze à la Coupe du monde.
Elle remporte une médaille de bronze avec Lin Gaoyuan en 2021 aux championnats du monde à Houston.
Elle perd en 2022 en finale des WTT Feeder de Westchester et de Fort Lauderdale.
Elle a été sacrée six fois championne des États-Unis en simple.
Elle est la 1re joueuse américaine et la 27e joueuse mondiale en août 2023.
Elle est sponsorisée par la marque Joola.